# Grenzeloos verlangen
Grenzeloos verlangen is een Nederlands televisieprogramma van de Evangelische Omroep waarvan de eerste serie afleveringen uitgezonden werd in 2006. Hierin volgde presentatrice Marion Lutke echtparen die een kind gingen adopteren, vanaf het moment van vertrek tot de thuiskomst met het (adoptie)kind.
Vanaf 7 juni 2007 werd de tweede serie afleveringen uitgezonden. Dit waren 10 afleveringen.

## Colofon (Seizoen 2)
- Producent: Skyhigh TV
- Presentatie: Marion Lutke